# 新潟市の教育
新潟市の教育（にいがたしのきょういく）は、新潟県新潟市の教育についての概略。

## 学校教育
| 教育機関     | 国立 | 県立 | 市立 | 私立 | 計  |
| ------------ | ---- | ---- | ---- | ---- | --- |
| 大学         | 1    | 1    | 0    | 5    | 7   |
| 短期大学     | 0    | 0    | 0    | 4    | 4   |
| 小学校       | 1    | 0    | 113  | 0    | 114 |
| 中学校       | 1    | 0    | 56   | 3    | 60  |
| 高等学校     | 0    | 19   | 2    | 8    | 29  |
| 中等教育学校 | 0    | 0    | 1    | 0    | 1   |
| 特別支援学校 | 1    | 6    | 2    | 0    | 9   |

新潟市中心部に「学校町」があるが、これは、新潟大学旭町キャンパスにはかつて同大学の全ての学部があり、その周辺には高等学校が三校あったことに由来する。
一方、古町や新潟駅周辺などには、専門学校が立ち列ぶ。特にNSGグループの専門学校が多い。

### 教育機関

#### 大学
- 国立大学法人
  - 新潟大学
- 公立大学法人
  - 新潟県立大学
- 私立
  - 新潟国際情報大学
  - 日本歯科大学新潟生命歯学部
  - 新潟薬科大学
  - 新潟青陵大学
  - 新潟医療福祉大学
  - 新潟食料農業大学（新潟キャンパス）
  - 事業創造大学院大学

#### 短期大学
- 日本歯科大学新潟短期大学
- 新潟青陵大学短期大学部
- 新潟工業短期大学
- 明倫短期大学

#### 専門職大学
- 開志専門職大学

#### 中等教育学校
- 新潟市立高志中等教育学校

#### 小学校・中学校・高等学校
- 新潟清心女子中学校・高等学校
- 新潟第一中学校・高等学校
- 新潟明訓中学校・高等学校

#### 専修学校
- 新潟県農業大学校（農業者研修教育施設）（専修学校専門課程）
- 日本アニメ・マンガ専門学校

#### 特別支援学校
- 新潟県立新潟よつば学園（2022年4月1日に新潟県立新潟聾学校と新潟県立新潟盲学校を統合し新設[1]）
- 新潟大学教育学部附属特別支援学校
- 新潟県立新潟養護学校
- 新潟県立はまぐみ養護学校
- 新潟県立江南高等特別支援学校
- 新潟県立西蒲高等特別支援学校
- 新潟市立東特別支援学校
- 新潟市立西特別支援学校

#### 各種学校
- 新潟朝鮮初中級学校（朝鮮学校）

## 学校教育以外の教育機関

### 幼児教育

#### 認定こども園
| - 寺尾幼稚園 - 藤見幼稚園 - 親松幼稚園 | - ノートルダム幼稚園 - あそびの森有明幼稚園 - 恵泉幼稚園 | - 旭が丘こども園 - ばとぅーるこども園 - ひまわりこども園 |

### 公共職業能力開発施設(公共職業訓練施設)
- 新潟県立新潟テクノスクール(職業能力開発校)
- 新潟市職業訓練センター
- 新潟市高等職業訓練校（職業訓練法人新潟市職業訓練協会）、平成30年度末で閉校

### 自動車教習所
| - 新津自動車学校 - 東新潟自動車学校 - 新潟自動車学校 - 豊栄自動車学校 | - 新潟中央自動車学校 - 新潟関屋自動車学校 - 新潟文化自動車学校 | - 白根中央自動車学校 - 巻中央自動車学校 - 蒲原中央自動車学校 |

## 文化施設

### 美術館

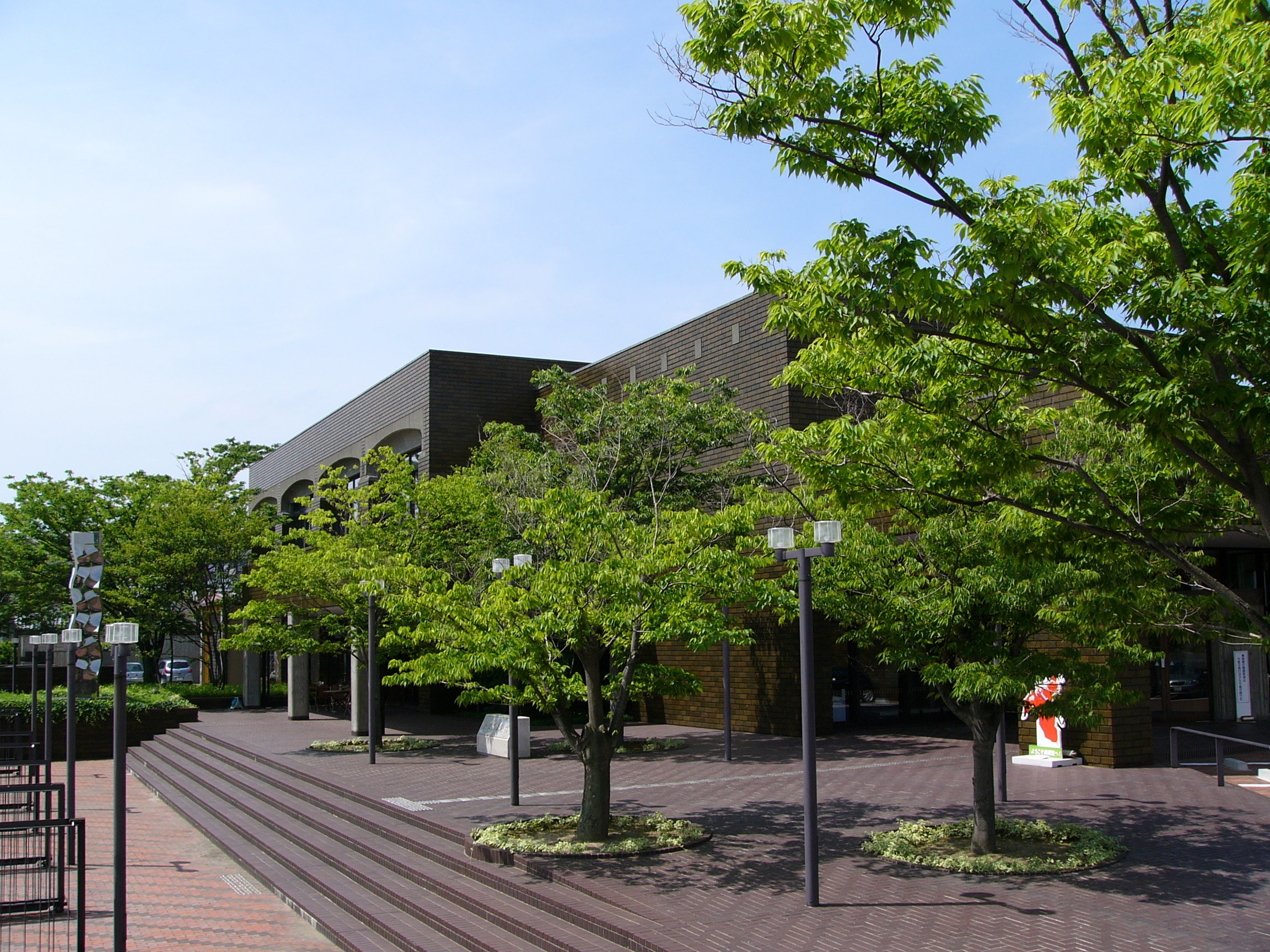
新潟市美術館

| - 中央区 - 新潟市美術館 - 新潟県立万代島美術館 - 敦井美術館 - 知足美術館 - 秋葉区 - 新潟市新津美術館 - 中野邸美術館 | - 西区 - 雪梁舎美術館 - 西蒲区 - 新潟市潟東樋口記念美術館 - ガラスのメルヘン美術館 | その他の文化・芸術施設 - 中央区 - 新潟市マンガの家 - 新潟市マンガ・アニメ情報館 |  |

### 博物館
| - 北区 - 新潟県立環境と人間のふれあい館（新潟水俣病資料館） - 新潟市北区郷土博物館 - 新潟市埋蔵文化財センター - 中央区 - 新潟県政記念館 - 新潟県立自然科学館 - 新潟スポーツ展示室（デンカビッグスワン内） - 新潟市歴史博物館（みなとぴあ） - 新潟市會津八一記念館 - 安吾 風の館（旧新潟市長公舎） - 日本歯科大学新潟生命歯学部・医の博物館 - 北方文化博物館 新潟分館 - 新津記念館 - 燕喜館 - 旧小澤家住宅 - 砂丘館 - 旧齋藤家別邸 | - 江南区 - 新潟市亀田郷土資料館（新潟市江南区文化会館内） - 北方文化博物館 - 秋葉区 - 新潟市新津鉄道資料館 - 新潟市石油の世界館（新津油田跡地） - 南区 - 新潟市しろね大凧と歴史の館 - 新潟市曽我・平澤記念館 - 旧笹川家住宅 - 西蒲区 - 新潟市巻郷土資料館 - 角田山自然館 - 新潟市潟東歴史民俗資料館 - 新潟市中之口先人館 - 新潟市澤将監の館 - 遠藤実記念館・実唄館 - 月潟郷土物産資料館 |  |

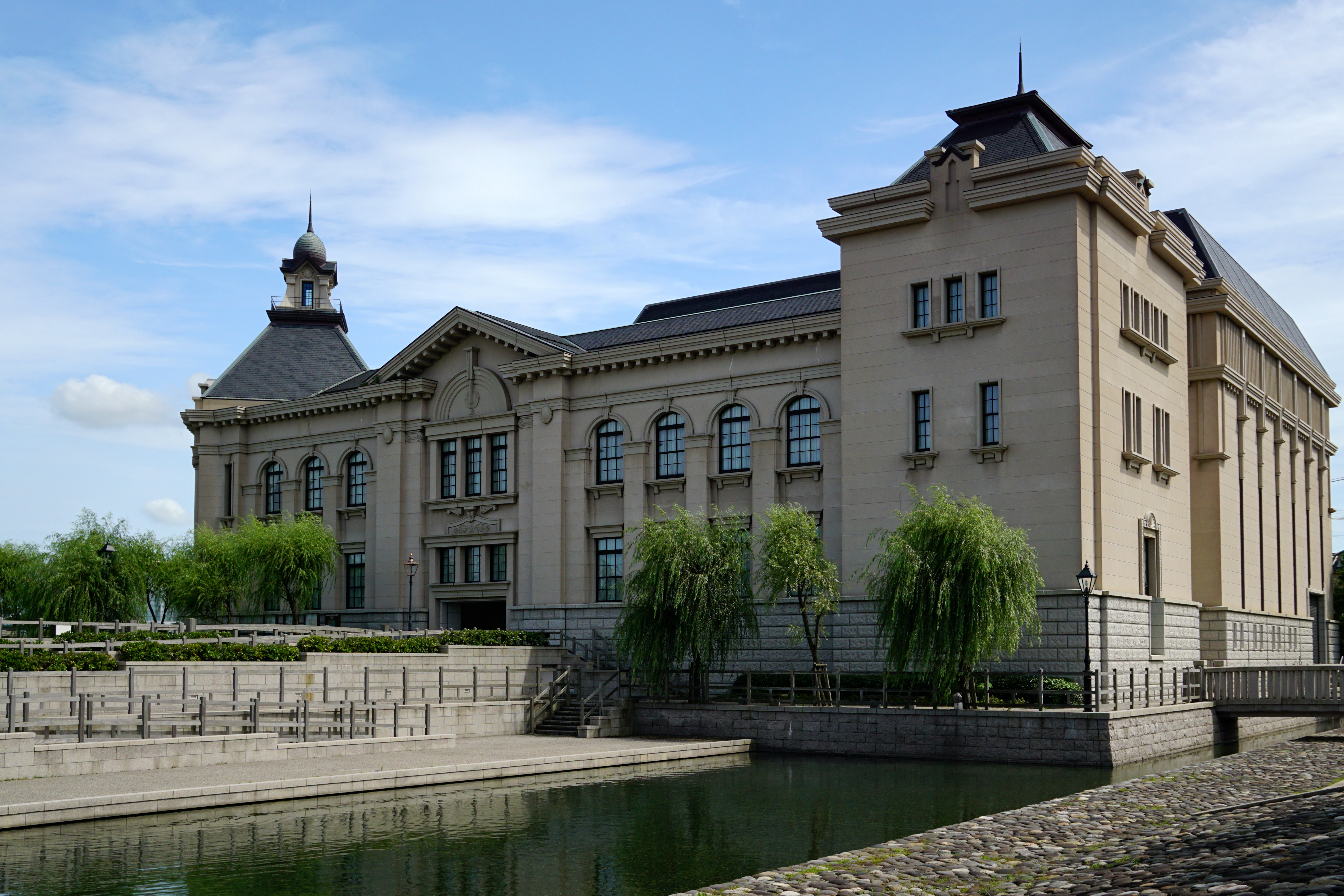
新潟市歴史博物館（本館）

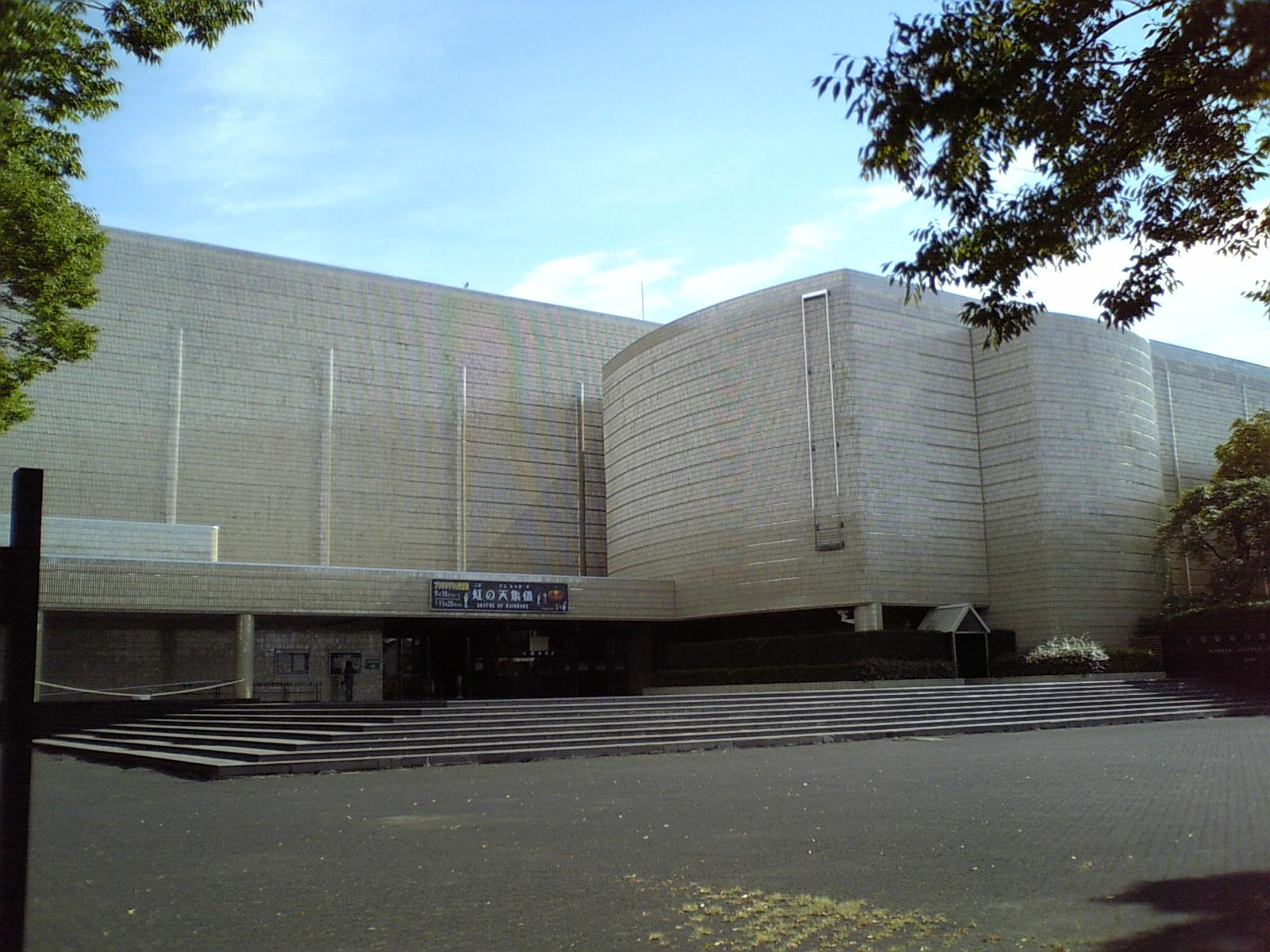
新潟県立自然科学館

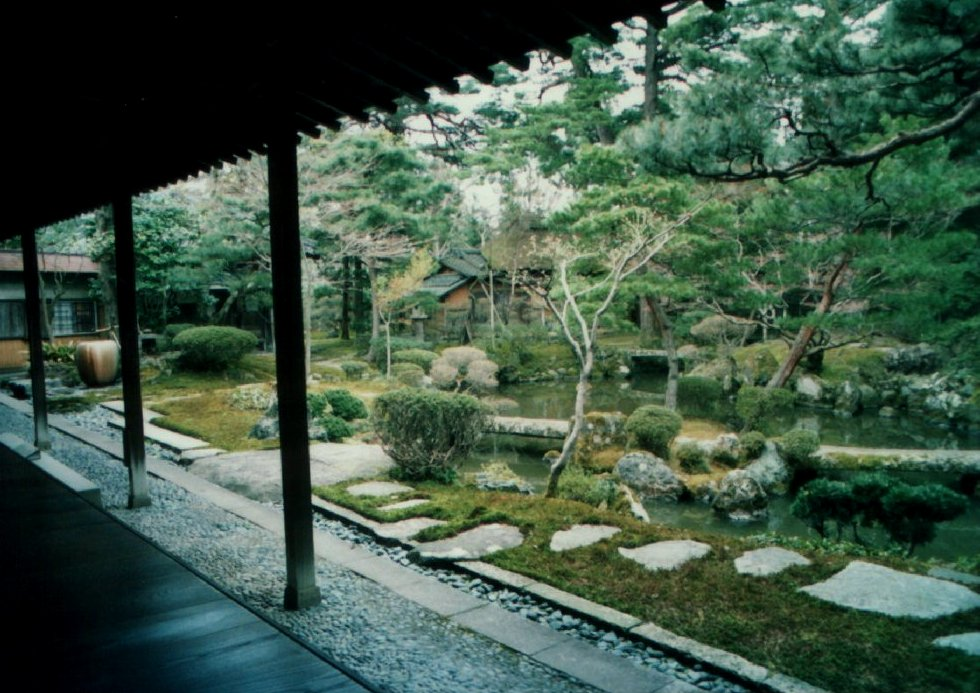
北方文化博物館

### 動植物園

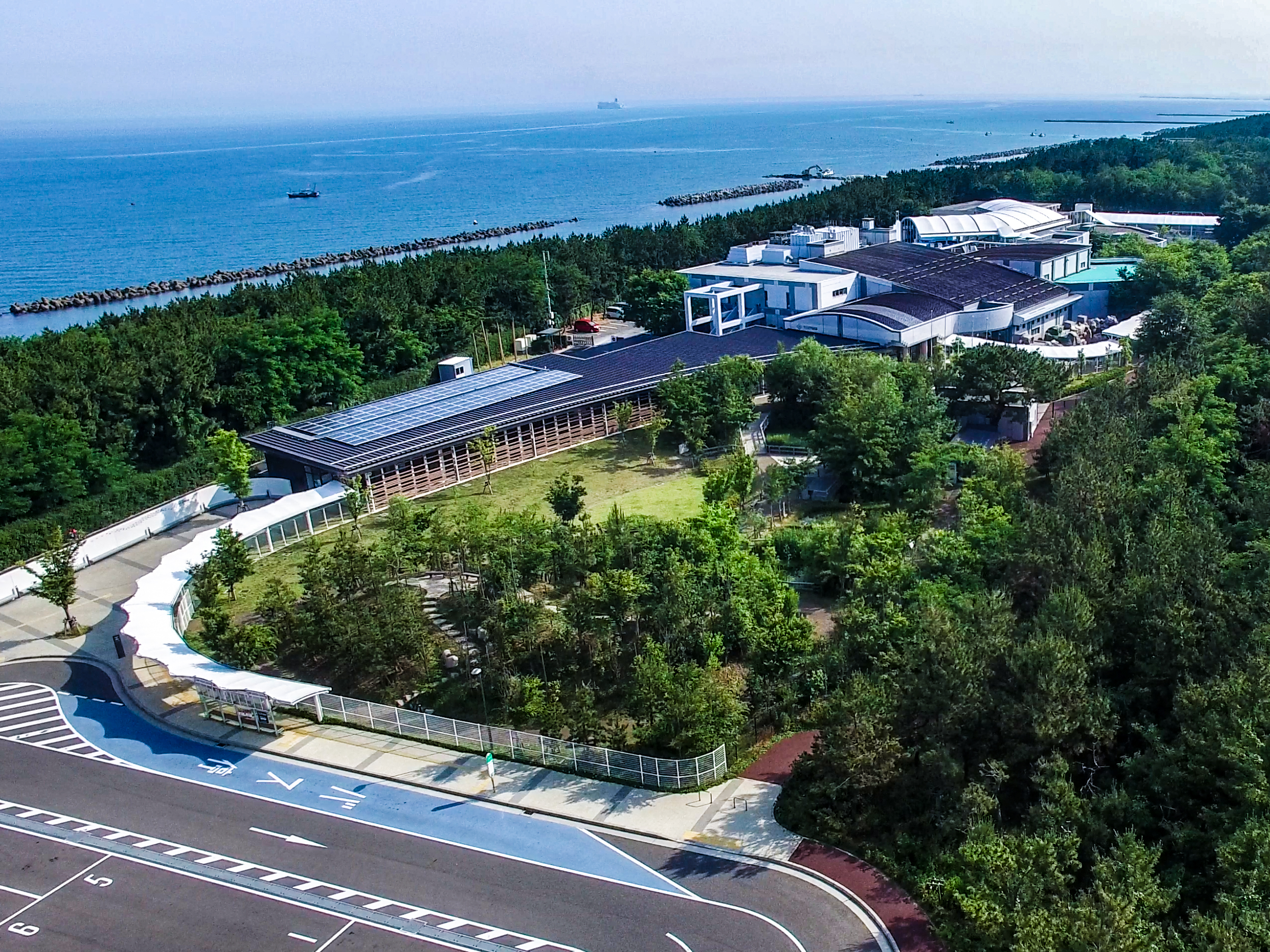
新潟市水族館 マリンピア日本海

市域内の動物園・水族館・植物園は下記の通り。水族館は市が所有する1館の他、下記の植物園および植物の常設展示施設が所在する。
市内も含めた新潟県内には、前述の動物ふれあいセンターをはじめとする小規模な動物関連の施設は数箇所所在するものの、日本動物園水族館協会に加盟し、ゾウなどの大型動物も含め複数種の動物を飼育する本格的な動物園は所在しない。2012年春現在、動物園が所在しない県は新潟県など6県である。新潟市では元県庁職員らが主体となって、2012年（平成24年）4月に「にいがたに動物園をつくる会」を設立し、新潟市内での動物園整備を求め活動を行っている。
一方、新潟市では県立鳥屋野潟公園の鐘木地区に隣接する区域において、2010年代に入り食と花の交流センターエリア「いくとぴあ食花」の整備を進めた。詳しくはいくとぴあ食花を参照。

#### 動物園・動物愛護施設
- 中央区
  - いくとぴあ食花
    - 新潟市動物ふれあいセンター

#### 水族館
- 中央区
  - 新潟市水族館（マリンピア日本海）

#### 植物園・農業試験施設
- 東区
  - 新潟市園芸センター
- 中央区
  - いくとぴあ食花
    - 新潟市食育・花育センター
- 秋葉区
  - 新潟県立植物園
  - 新潟市新津花き総合センター（道の駅花夢里にいつ）
  - 新潟市小須戸地区花とみどりのシンボルゾーン（うららこすど）
- 南区
  - アグリパークエリア
    - 新潟市農業活性化研究センター
    - 新潟市アグリパーク

## 生涯学習・社会教育施設

### 市民会館等

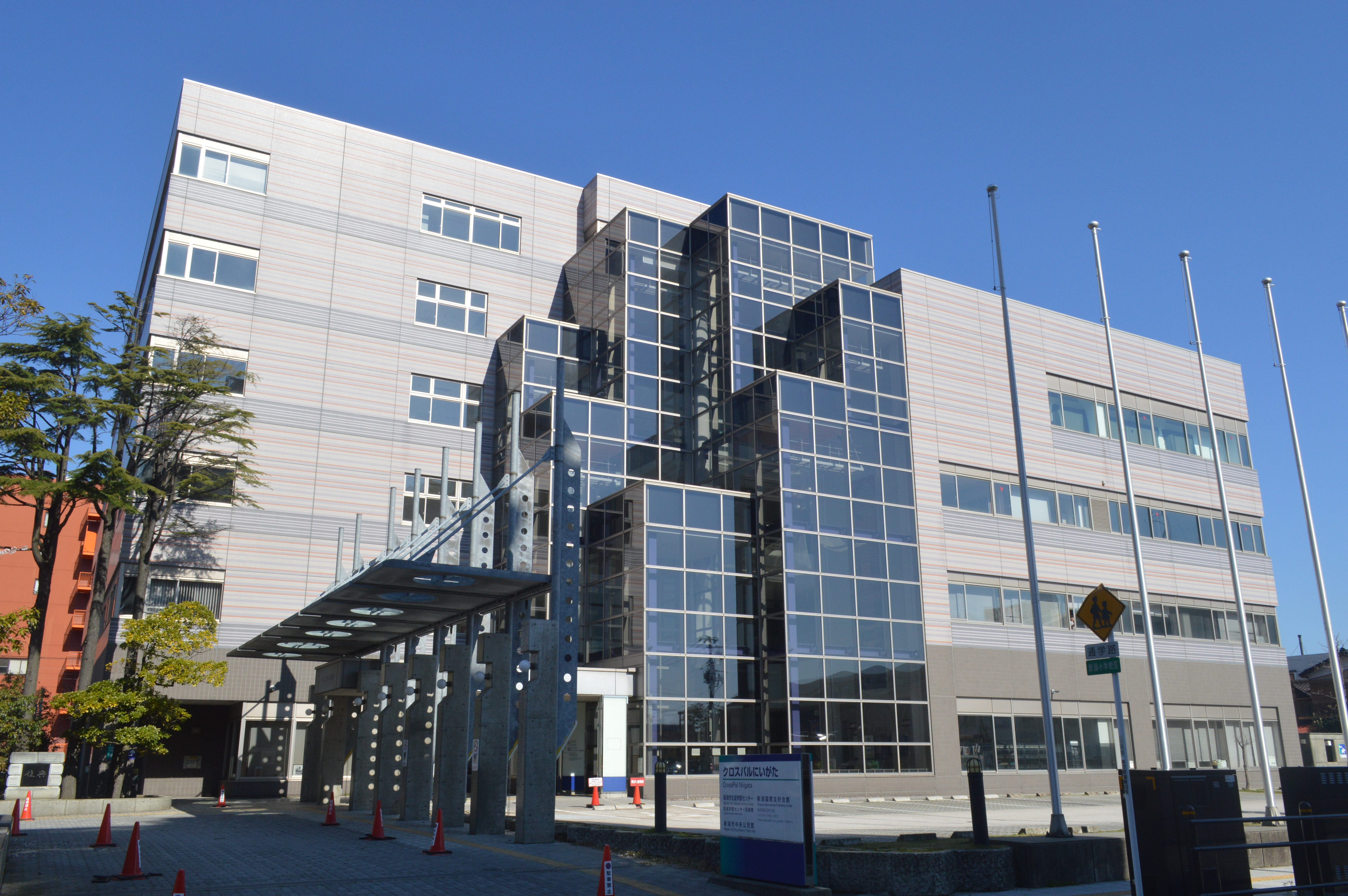
クロスパルにいがた

※出典：市民会館等 - 新潟市.2019年4月20日閲覧。
| - 東区 - 東区プラザ（東区役所併設） - 中央区 - 新潟市万代市民会館 - 生涯学習センター「クロスパルにいがた」 - 新潟市民プラザ（NEXT21内） | - 江南区 - 新潟市亀田市民会館 - 亀田駅前地域交流センター - 亀田あけぼの会館 - サンウィング横越 - 秋葉区 - 新津地域交流センター - 新津地域学園 - 新潟市新津地区市民会館 - 新津地区勤労青少年ホーム | - 南区 - 白根学習館 - 西区 - 新潟市西新潟市民会館 - 新潟市黒埼市民会館 - 西蒲区 - 新潟市巻文化会館 - 西川多目的ホール（西川図書館に併設） - 西川学習館（西川地区公民館） - 潟東ゆう学館 |

### 図書館・図書室
新潟市内には県立1館、市立18館の図書館がある。これに加え市立の地区図書室が出張所・連絡所・公民館などに計23室設けられている。また新潟大学の附属図書館は学外向けにも開放しており、原則として県内在住者であれば利用登録が可能である。
市立図書館には長らく基幹となる施設がなく、沼垂図書館が実質上の中央図書館的な機能を果たしていたが老朽化が著しく、蔵書の収容施設が不足していた。一部は廃校となった小学校などに所蔵され、そのため保存環境の悪さに起因する蔵書の傷みなどが問題となっていた。こうした問題の解決のため中央図書館の建設計画が立案され、2007年（平成19年）10月1日、旧市立長嶺小学校跡地に新潟市立中央図書館（愛称・ほんぽーと）が開館した。なお中央図書館オープンに伴い、沼垂図書館は2007年（平成19年）5月31日をもって閉館している。
新潟市立図書館
（★＝中央図書館（1館）、☆＝区中心図書館（6館）、その他＝地区館）
| - 北区 - 豊栄図書館☆ - 松浜図書館（北地区公民館に併設） - 東区 - 山の下図書館☆（山の下まちづくりセンター内） - 石山図書館（石山地区センター内） - 中央区 - 中央図書館（ほんぽーと）★ - 舟江図書館（北部総合コミュニティセンター内） - 鳥屋野図書館（区役所南出張所に併設） - 生涯学習センター図書館 （クロスパルにいがた内） | - 江南区 - 亀田図書館（江南区文化会館内） - 秋葉区 - 新津図書館☆ - 南区 - 白根図書館☆（白根学習館内） - 月潟図書館 | - 西区 - 坂井輪図書館☆（坂井輪地区公民館に併設） - 内野図書館（西地区公民館内） - 黒埼図書館 - 西蒲区 - 西川図書館☆（西川多目的ホールに併設） - 巻図書館 - 岩室図書館 - 潟東図書館（潟東ゆう学館内） |

その他の図書館
- 新潟県立図書館
- 新潟大学附属図書館
  - 中央図書館（五十嵐キャンパス）
  - 医歯学図書館（旭町キャンパス）

### 青少年教育施設
- 新潟市こども創作活動館
- 大畑少年センター
- 青少年三川自然の森
- 入徳館野外研修場
- 若者支援センター オール

### 公民館
※出典：公民館一覧 - 新潟市.2019年4月20日閲覧。
| - 北区 - 豊栄地区公民館 - 北地区公民館 - 濁川公民館 - 南浜公民館 - 東区 - 中地区公民館 - 石山地区公民館 - 木戸公民館 - 中央区 - 中央公民館 (生涯学習センタークロスパルにいがた) - 鳥屋野地区公民館 - 東地区公民館 - 関屋地区公民館 - 江南区 - 亀田地区公民館 (江南区文化会館) - 大江山公民館 - 曽野木地区公民館 - 両川公民館 - 横越地区公民館 | - 秋葉区 - 新津地区公民館 (新津地域学園) - 小須戸地区公民館 - 南区 - 白根地区公民館 (白根学習館内) - 味方地区公民館 - 西白根公民館 - 味方公民館 - 七穂公民館 - 月潟地区公民館 - 月潟西公民館（休止中） - 西区 - 坂井輪地区公民館 - 西地区公民館 - 赤塚公民館 - 中野小屋公民館 - 黒埼地区公民館 (黒埼市民会館) - 黒埼北部公民館 - 黒埼南部公民館 - 小針青山公民館 (西新潟市民会館) | - 西蒲区 - 巻地区公民館 - 峰岡公民館 - 巻やすらぎ会館 - 巻ふるさと会館 - 漆山公民館 - 岩室地区公民館 - 間瀬公民館 - 西川地区公民館 (西川学習館) - 潟東地区公民館 (潟東ゆう学館) - かたひがし生活体験館 - 中之口地区公民館 |

## 地域コミュニティ施設
※出典：地域コミュニティ施設 - 新潟市.2019年4月20日閲覧。
| - 北区 - 南浜まちづくりセンター - 北地区コミュニティセンター - 木崎コミュニティセンター - 岡方コミュニティセンター - 長浦コミュニティセンター - 早通コミュニティセンター - 葛塚コミュニティセンター - 濁川まちづくりセンター - 東区 - 石山南まちづくりセンター - 中地区コミュニティセンター - 木戸コミュニティセンター - シルバーピア石山 - はなみずきコミュニティハウス - 下山コミュニティハウス - 東石山コミュニティハウス - 山の下まちづくりセンター - 臨空船江会館 | - 中央区 - 北部総合コミュニティセンター - 東新潟コミュニティセンター - 駅南コミュニティセンター - 白新コミュニティハウス - 関屋コミュニティハウス - 寄居コミュニティハウス - 上山コミュニティハウス - 二葉コミュニティハウス - 白山コミュニティハウス - 江南区 - 亀田地区コミュニティセンター - 小杉地区コミュニティセンター - 二本木地区コミュニティセンター - 秋葉区 - 小須戸まちづくりセンター - 荻川コミュニティセンター - 小合地区コミュニティセンター - 金津地区コミュニティセンター - 新津本町地域コミュニティセンター - 新関コミュニティセンター | - 南区 - 新飯田地域生活センター - 茨曽根地域生活センター - 庄瀬地域生活センター - 小林地域生活センター - 臼井地域生活センター - 大郷地域生活センター - 鷲巻地域生活センター - 根岸地域生活センター - 大通地域生活センター - 白根地域生活センター - 西区 - 西コミュニティセンター - 坂井輪コミュニティセンター - 青山コミュニティハウス - 五十嵐コミュニティハウス - 内野まちづくりセンター - 西蒲区 - 角田地区コミュニティセンター - 中之口地区コミュニティセンター - 西川地域コミュニティセンター - 松野尾地域コミュニティセンター - ほたるの里交流館 |

## 歴史

### 近世
- 1844年（弘化元年）：新潟町奉行所の学問所として「観光館」が設立される[史 1]。

### 近代

#### 明治
- 1868年（明治元年） - 石附五作が「蛍雪校」を開設する[史 2]。
- 1869年（明治2年）
  - 5月 - 新潟町の漢学者である坪井良作の進言により、新潟県知事楠田十左衛門が神明横町で観光館を復興。生徒を募る[史 1]。
  - 新潟県が英学校を開校する[史 3]。
- 1871年（明治4年）
  - 沼垂町で町の有力者が旧会津藩士寺田徳裕を招いて漢学の塾「有隣館」を開設する[史 4]。
  - 下和田村、上和田村、庚村、花ノ牧村の村人が発起人となり、下和田村に「雛燕館」を開設する[史 4]。
- 1872年（明治5年）
  - 4月1日 - 英学校を「洋学稽古」に縮小し、10月25日に正式に廃止する[史 5]。
  - 8月3日 - 政府が学制を制定する[史 6]。
  - 11月2日 - 新潟町が「新潟洋学校」を開設する[史 5]。
- 1873年（明治6年）
  - 3月2日 - 新潟町に小学校が新潟、大畑、豊照、鏡淵、洲崎の5校が設置される[史 7]。
  - 5月 - 新潟洋学校が県立学校となり、「新潟学校」に改称する[史 5]。
- 1874年（明治7年）
  - 2月19日 - 文部省が新潟に官立新潟師範学校を設立する。
  - 7月7日 - 新潟町不動院を仮校舎として、官立新潟師範学校が開校する[史 8]。
- 1875年（明治7年）12月 - 新潟県が小学講習所を開設する[史 9]。
- 1876年（明治8年）12月 - 小学講習所が師範講習所に改称する[史 9]。
- 1877年（明治10年）
  - 2月15日 - 官立新潟師範学校を廃止。施設や生徒は新潟学校に引き継がれる[史 9]。
  - 3月 - 師範講習所が新潟学校に吸収され、師範学科となる[史 9]。
- 1880年（明治13年） - 蛍雪校が閉校する[史 2]。
- 1883年（明治16年） - 私立商業学校が開校する[史 10]。
- 1886年（明治19年）
  - 4月10日 - 政府が学校令を公布する。
  - 12月21日 - 新潟学校師範学部が新潟県尋常師範学校となる。
- 1887年（明治20年）
  - 3月 - 新潟学校が廃校となる。
  - 3月 - 私立商業学校が新潟区立となる。
  - 5月 - 私立新潟女学校が開校する[史 10]。
  - 10月15日 - 北越学館が開校する[史 10]。
- 1888年（明治21年）3月31日 - 新潟医学校が廃校となり、新潟区立新潟病院が開院する。
- 1890年（明治23年）
  - 1880年（明治13年）に閉校した蛍雪校が、石附五作の子の石附隅太郎によって再開される[史 2]。
  - 6月1日 - 赤沢鍾美が開いた私塾、新潟静修学校が私立学校となる[4][史 11]。
- 1892年（明治25年）
  - 生徒減少による経営困難により、北越学館が閉校。北越学院として阿部欽次郎が個人で経営する学校となる[史 2]。
  - 7月1日 - 新潟県尋常中学校が開校する。
  - 10月9日 - 新潟市教育会が結成される。
- 1893年（明治26年）
  - 北越学院が休校する[史 2]。
  - 私立新潟女学校が閉校する[史 12]。
  - 新潟静修学校が保育所を付設する[史 11]。
- 1898年（明治31年）4月1日 - 新潟県尋常師範学校が師範教育令に準拠し、新潟県師範学校と改称する[史 13]。
- 1900年（明治33年）
  - 4月1日 - 新潟県高等女学校が開校する[史 14]。
  - 4月 - 帝国婦人協会新潟支部が裁縫伝習所を開設[史 11]。
  - 7月 - 裁縫伝習所が私立新潟女子工芸学校に改称する[史 11]。
- 1902年（明治35年）5月24日 - 蛍雪校を経営する佐藤荘松が、私立新潟図書館を開館する[史 11][史 15]。
- 1905年（明治38年）
  - 4月10日 - 新潟市立湊小学校の職員と児童が海岸に松苗を植える。
  - 9月23日 - 沼垂図書館が開館する。
- 1906年（明治39年）
  - 4月10日 - 沼垂町立沼垂裁縫専修学校が開校。
  - 11月6日 - 沼垂町立沼垂実業補習学校が開校。
- 1907年（明治40年）
  - 4月 - 新潟市立新潟実業補習学校が開校。
  - 10月 - 私立新潟盲唖学校が開校する[史 11]。
- 1909年（明治42年）9月 - 新潟市学校長会が「新潟市小学校樹栽規程」を制定。
- 1910年（明治43年）4月1日 - 官立新潟医学専門学校が開校する。

#### 大正
- 1914年（大正3年） - 沼垂町が新潟市と合併したことにより、私立沼垂図書館が閉館する[史 16]。
- 1915年（大正4年）4月1日 - 明治記念新潟県立図書館が開館する。
- 1919年（大正8年）
  - 4月1日 - 新潟市立入舟小学校が開校[史 17]。
  - 6月1日 - 新潟高等学校が開校[史 18]。
- 1920年（大正9年）
  - 2月 - 新潟市教育会が西新潟の各小学校区に青年会を結成することを決める。
  - 9月10日 - 私立沼垂図書館が再び開館する[史 16]。
  - 11月7日 - 新潟市立新潟小学校校長豊川善曄らが、思想問題研究会を結成。
- 1921年（大正10年）
  - 1月7日 - 新潟市青年団連合会が結成される。
  - 4月 - 新潟市が各小学校に実習補習学校を開設する。
  - 6月1日 - 新潟市立実科高等女学校の開校式が行われる。
  - 9月3日 - 新潟夜間中学講習会が設立される。
  - 10月 - 新潟高等女学校が洋服の制服を定める[史 19]。
  - 10月7日 - 新潟高等学校教授らが新潟文化学会を結成する。
- 1922年（大正11年）
  - 新潟夜間中学講習会が新潟夜間中学会に改称する[史 20]。
  - 2月6日 - 新潟市立憲青年会が発会式を行う。
  - 4月1日 - 新潟市立二葉小学校、新潟市立万代小学校が開校[史 21]。
  - 4月1日 - 私立新潟盲亜学校が県立に移管。新潟市に新潟県立新潟盲学校が開校。
  - 4月1日 - 新潟医学専門学校が新潟医科大学に昇格する[史 15]。
- 1923年（大正12年）
  - 4月1日 - 大形小学校が開校。
  - 9月 - 沼垂小学校が郷土教授資料調査研究会を開く[史 22]。
  - 10月1日 - 新潟市が小学校に学校看護婦を配置する[史 23]。
  - 11月 - 新潟夜間中学会が新潟夜間中学校となる[史 20]。
- 1925年（大正14年）6月1日 - 新潟自動車商会が新潟自動車学校を設立する。
- 1926年（大正15年）
  - 4月1日 - 私立沼垂図書館が新潟市に移管される。
  - 7月1日 - 新潟市が市内の小学校6校に青年訓練所を開設する[史 24]。
  - 7月17日 - 新潟市連合処女会が新潟市女子青年団に改称する。

#### 昭和初期
- 1927年（昭和2年）5月24日 - 新潟高等学校文芸部が芥川龍之介の講演会を開く。
- 1928年（昭和3年）4月1日 - 新潟市立栄小学校が開校。
- 1929年（昭和4年）
  - 2月25日 - 万代小学校が『教育事実に即せる小学校教育の実際』を刊行。
  - 8月17日 - 白山公園に猿小屋が設置される。
- 1930年（昭和5年）6月6日 - 石山村第三小学校訓導山本吾一らが新潟県教育者労働組合を結成する。
- 1931年（昭和6年） - 新潟市立白山小学校、新潟市立長嶺小学校の新設をめぐって市会が混乱する。
  - 1月21日 - 新潟高等学校生徒が同盟休校する。
  - 7月1日 - 新潟高等学校生徒が再び同盟休校する。
- 1932年（昭和7年）
  - 3月25日 - 新潟市小学校教員会が『郷土読本』上を刊行[史 22]。
  - 4月1日 - 新潟市立白山小学校、新潟市立長嶺小学校が開校。
  - 10月 - 湊小学校が『郷土教育の実際』を刊行。
  - 11月 - 栄、入船、万代、鏡淵小学校が学校給食を開始[史 25]。
- 1933年（昭和8年）
  - 2月 - 新潟市学校衛生研究会が結成される。
  - 4月1日 - 礎小学校が虚弱児童の特別学級を設置[史 26]。
- 1934年（昭和9年）
  - 4月7日 - 新潟市小学校教員の精神作興大会が開催される。
  - 9月10日 - 大畑小学校で歯科検診が始まる。
- 1935年（昭和10年）
  - 4月1日 - 新潟市浜浦尋常小学校が開校。
  - 9月1日 - 市内各小学校に青年学校が設置される[史 27]。
- 1936年（昭和11年）4月11日 - 北越商業学校が開校[史 28]。
- 1937年（昭和12年）4月1日 - 宮浦高等小学校が開校。
- 1938年（昭和13年）11月21日 - 新潟市公会堂の竣工式が行われる[史 29]。
- 1939年（昭和14年）
  - 4月11日 - 新潟市内各小学校に海洋少年団が結成される[史 30]。
  - 4月13日 - 新潟県立新潟工業学校が開校[史 31]。
  - 4月15日 - 新潟市立中学校が開校[史 31]。
- 1941年（昭和16年）
  - 3月21日 - 新潟市青少年団の結成式が行われる[史 30]。
  - 4月1日 - 小学校が国民学校となる[史 32]。
  - 6月17日 - 新潟県下中等学校の学徒報国団の結団式が行われる。
- 1942年（昭和17年）2月16日 - 綴り方教育に関係した新潟市内の小学校教員が逮捕される。
- 1943年（昭和18年）
  - 3月 - 沼垂国民学校校庭に残る旧蔵所の松が供出される。
  - 4月1日 - 新潟市立新潟青年学校が設立される。
- 1944年（昭和19年）
  - 4月1日 - 新潟商業学校や北越商業学校が工業学校になり、新潟女子工芸学校が新潟高等実践女学校になる[史 33]。
  - 5月 - 二葉国民学校高等科児童が新潟硫酸関屋工場で働き始める[史 34]。
  - 5月 - 新潟高等女学校、市立高等女学校などで縫製作業が始まる。
  - 8月 - 宮浦国民学校高等科児童が石井精密工業に通年動員される。
  - 8月24日 - 東京都深川区東川国民学校の児童が、両川村酒屋に学童疎開する[史 35]。
- 1945年（昭和20年）
  - 3月1日 - 新潟市立工業学校が開校[史 33]。
  - 4月14日 - 宮浦国民学校の校舎が船舶工兵（暁部隊）の宿舎となる。新潟市通4、p. 403、[史 36]

### 現代

#### 昭和
- 1945年（昭和20年）
  - 9月20日 - 文部省が教科書の部分削除を通達し、「スミ塗り教科書」が出現する。
  - 9月25日 - 新潟市に進駐したアメリカ軍が、新潟市公会堂に師団司令部を置く。
- 1946年（昭和21年）4月1日 - 新潟市農業学校と新潟市立第二高等女学校が開設される。
- 1947年（昭和22年）
  - 1月20日 - 新潟市の国民学校で学校給食が始まる。
  - 4月1日 - 新学制の発足により、国民学校尋常科が小学校になる。
  - 5月15日 - 新制中学校が開校する[史 37]。
  - 7月1日 - 新潟市立沼垂図書館が業務を再開する[史 38]。
  - 9月13日 - 新潟市で最初の公民館である礎公民館が開館する[史 39]。
- 1948年（昭和23年）
  - 4月1日 - 旧制中学校が新学制の発足により高等学校になる[史 40]。
  - 4月1日 - 新潟市立山ノ下中学校が開校。
  - 5月8日 - GHQ民間情報教育局が新潟CIE図書館を医学町に開設。
  - 6月1日 - 新潟市立白山高等学校が開校。
  - 10月15日 - 新潟市立関屋中学校、新潟市立白新中学校が開校。
- 1949年（昭和24年）
  - 1月24日 - 新潟市立姥ヶ山小学校が山潟小学校に改称。
  - 6月1日 - 国立新潟大学が開学[史 41]。
  - 7月19日 - イールズ声明。新潟大学の開学式でGHQ大学教育顧問であるW.C.イールズが、大学教職員のレッドパージが必要であると講演する[史 42]。
  - 10月5日 - 「新潟市公民館条例」が公布、施行される[史 43]。
  - 12月1日 - GHQ新潟民事部の廃止により新潟市公会堂が新潟市に返還される。
- 1950年（昭和25年）
  - 3月7日 - 新潟市立東新潟中学校が開校。
  - 4月1日 - 新潟市立東山ノ下小学校、南浜村立太夫浜小学校が開校。
- 1951年（昭和26年）
  - 2月8日 - 新潟市の小学校22校、中学校2校で完全給食が始まる。
  - 4月1日 - 新潟市立舟江図書館が開館。
  - 4月1日 - 南浜村立太郎代小学校が開校。
  - 11月1日 - 新潟市立第四中学校が鳥屋野中学校に改称。
- 1952年（昭和27年）
  - 10月5日 - 市町村教育委員会の第一回選挙が実施される。
  - 11月1日 - 新潟市教育委員会が発足。
- 1953年（昭和28年）
  - 4月1日 - 新潟市立新潟高等学校が、新潟県立新潟南高等学校になる。
  - 5月 - 新潟CIE図書館がアメリカ文化センターに移行する。
  - 9月1日 - 新潟市立桃山小学校が開校。
  - 12月21日 - 新潟県立新潟図書館が新潟市一番堀通町に移転[史 44]。
- 1955年（昭和30年）
  - 1月1日 - 新潟市立有明台小学校が開校。
  - 5月1日 - 新潟市立下山小学校が開校。
- 1956年（昭和31年）10月1日 - 市町村教育委員会が公選制から任命制になる。
- 1958年（昭和33年）
  - 4月1日 - 新潟市立南万代小学校が開校。
  - 7月15日 - はまぐみ学園（肢体不自由児施設）が開校。
- 1959年（昭和34年）
  - 4月1日 - 新潟大学に商業短期大学部が設置される。
  - 9月7日 - 新潟県青年の家が開所。
- 1960年（昭和35年）4月1日 - 新潟市中央公民館が設置され、その他の公民館がその分館となる。
- 1961年（昭和36年）4月1日 - 新潟市立藤見中学校が開校。
- 1962年（昭和37年）4月1日 - 新潟県立新潟東工業高等学校が開校。
- 1963年（昭和38年）
  - 4月1日 - 新潟県立新潟女子高等学校が開校。
  - 4月23日 - 新潟県立新潟女子短期大学の開学式が行われる。
- 1964年（昭和39年）
  - 4月1日 - 私立新潟清心女子高等学校が開校。
  - 5月1日 - BSN新潟美術館が開館。
  - 7月1日 - 新潟市立沼垂高等学校定時制が、新潟市立鏡ヶ岡高等学校として独立し開校。
  - 7月17日 - 新潟県教育委員会が高等学校の通学区を中学区に改める。（1965年4月に実施）
- 1965年（昭和40年）
  - 2月24日 - 新潟大学が五十嵐地区への統合移転を決定。
  - 4月1日 - 新潟大学が歯学部を設置。
  - 4月1日 - 私立新潟青陵女子短期大学が開学。
  - 4月1日 - 私立新潟女子工芸高等学校が新潟青陵高等学校に改称する。
- 1966年（昭和41年）9月5日 - 新潟市内の4小学校区でひまわりクラブ（学童保育）を開始。
- 1967年（昭和42年）
  - 10月22日 - 新潟市立新潟水族館が開館。
  - 11月21日 - 新潟県民会館の落成式が行われる。
- 1968年（昭和43年）
  - 宮浦中学校で学校開放を開始。
  - 2月 - 北都工業短期大学が開学。
  - 4月1日 - 新潟市立牡丹山小学校が開校。
  - 4月6日 - 私立敬和学園高等学校の開校式が行われる。
  - 7月5日 - 新潟大学の本部を過激派学生が封鎖。
  - 11月30日 - 新潟県が朝鮮初級、中級学校を各種学校として認可。
- 1969年（昭和44年）
  - 2月7日 - 新潟大学全学集会で山内学長が移転統合計画の白紙撤回を表明する。
  - 2月21日 - 新潟大学の本部を過激派学生が再び閉鎖。
  - 4月1日 - 新潟市立木戸中学校が開校。
- 1970年（昭和45年）
  - 2月1日 - 新潟大学が統合整備計画（学長試案）を発表。
  - 4月1日 - 新潟市立青山小学校が開校。
  - 4月5日 - 新潟大学教養部が五十嵐二の町に移転。
- 1972年（昭和47年）
  - 4月1日 - 旧新潟税関に新潟市郷土資料館が開設される。
  - 4月1日 - 新潟市立真砂小学校、新潟市立小針中学校が開校。
  - 4月1日 - 日本歯科大学新潟歯学部が開校。
- 1973年（昭和48年）4月1日 - 新潟市立五十嵐小学校が開校。
- 1974年（昭和49年）6月7日 - 新潟大学が医療技術短期大学部を設置。
- 1975年（昭和50年）
  - 4月1日 - 新潟市立坂井輪小学校が開校。
  - 4月1日 - 新潟県立新潟西高等学校が開校。
  - 4月1日 - 旧新潟県議会議事堂に新潟県政記念館が開館。
  - 4月1日 - 会津八一記念館が開館。
  - 7月 - 新潟県青年の家が新潟市に移管される。
- 1976年（昭和51年）
  - 4月1日 - 新潟市立中野山小学校が開校。
  - 4月23日 - 新潟市園芸センターの開園式が行われる。
- 1977年（昭和52年）
  - 新潟第一高等学校が開校。
  - 4月 - 新潟薬科大学が開校。
  - 4月1日 - 新潟市立上山小学校、新潟市立五十嵐中学校が開校。
  - 4月1日 - 新潟大学教育学部付属養護学校が開校。
  - 11月19日 - 新潟市音楽文化会館の竣工式が行われる。
- 1978年（昭和53年）
  - 4月 - 私立新潟第一高等学校が開校。
  - 4月1日 - 新潟市立坂井東小学校、新潟市立竹尾小学校、新潟市立上山中学校が開校。
- 1979年（昭和54年）
  - 4月1日 - 新潟市立西内野小学校、新潟市立南中野山小学校、新潟市立東曽野木小学校が開校。
  - 8月1日 - 公民館が地区公民館とその分館に改組する。
- 1980年（昭和55年）
  - 4月1日 - 新潟市立東青山小学校、新潟市立東石山中学校、新潟市立養護学校が開校。
  - 4月1日 - 新潟市立高志高等学校が開校。
  - 4月1日 - 新潟県立新潟東高等学校が開校。
- 1981年（昭和56年）
  - 4月1日 - 新潟市立明鏡高等学校が開校。
  - 8月1日 - 新潟市青少年三川自然の森が開園。
  - 11月1日 - 新潟県立自然科学館が開館。
- 1982年（昭和57年）
  - 北都工業短期大学が新潟工業短期大学に改称。
  - 4月1日 - 新潟市立江南小学校、新潟市立桜が丘小学校、新潟市立小新中学校が開校。
  - 8月31日 - 旧新潟税関の石庫が復元される。
- 1983年（昭和58年）
  - 4月1日 - 新潟市立山潟中学校、私立東京学館新潟高等学校が開校。
  - 4月1日 - 新潟県立新潟北高等学校が開校。
  - 5月28日 - 敦井美術館が開館。
- 1984年（昭和59年）4月 - 私立新潟文理高等学校が開校。
- 1985年（昭和60年）10月13日 - 新潟市美術館が開館。
- 1986年（昭和61年）4月1日 - 新潟第一中学校が開校。

#### 平成
- 1989年（平成元年）
  - 4月1日 - 新潟市立下山中学校が開校。
  - 4月1日 - 新潟市立大畑小学校が新潟小学校と統合。
- 1990年（平成2年）
  - 1月18日 - 大畑少年センターが開設。
  - 7月27日 - 新潟市立新潟水族館が移転開館。名称を新潟市水族館に改称。
- 1993年（平成5年） - 新潟清心女子中学校が開校。
- 1996年（平成8年） - 知足美術館が開館。
- 1997年（平成9年）10月1日 - 新津市美術館が開館。
- 2000年（平成12年）4月 - 私立新潟青陵大学が開学。
- 2003年（平成15年）7月12日 - 朱鷺メッセの開館とともに、新潟県立万代島美術館が開館。
- 2004年（平成16年）3月27日 - 新潟市歴史博物館が開館。
- 2005年（平成17年） - クロスパルにいがた（新潟市中央公民館）が開館。
- 2006年（平成18年）4月 - 新潟市黒埼市民会館が開館。
- 2007年（平成19年） - 新潟市立中央図書館（ほんぽーと）が開館。
- 2009年（平成21年）
  - 4月 - 新潟県立大学が開学。
  - 4月 - 新潟市立高志中等教育学校が開校。
- 2010年（平成22年）
  - 6月5日 - 新潟市北区文化会館が開館[5]。
- 2011年（平成23年）
  - 6月18日 - 新潟市青年の家と新潟市青少年育成センターが統合され、新潟市若者支援センター 「オール」が開所。
  - 9月20日 - 新潟市東区役所の移転に伴い、東区プラザが開館。
- 2012年（平成24年）
  - 3月 - 新潟県立新潟女子短期大学が閉学。
  - 3月 - 新潟市立高志高等学校が閉校。
- 2013年（平成25年）
  - 3月 - 新潟県立新潟東工業高等学校が閉校。
  - 3月31日 - 新潟市マンガの家が開館。
  - 5月2日 - 新潟市マンガ・アニメ情報館が開館。
  - 9月21日 - 新潟市秋葉区文化会館が開館[6]。